# Raklich
Raklich (en macédonien Раклиш) est un village du sud-est de la Macédoine du Nord, situé dans la municipalité de Radovich. Le village comptait 570 habitants en 2002.

## Démographie
Lors du recensement de 2002, le village comptait :
- Macédoniens : 561
- Turcs : 1
- Serbes : 2
- Autres : 6